# 锡里亚
锡里亚（西班牙語：Ciria）是西班牙卡斯蒂利亚-莱昂索里亚省的一个市镇。总面积53平方公里，总人口109人（2001年），人口密度2人/平方公里。